# Borgs hövdingahus

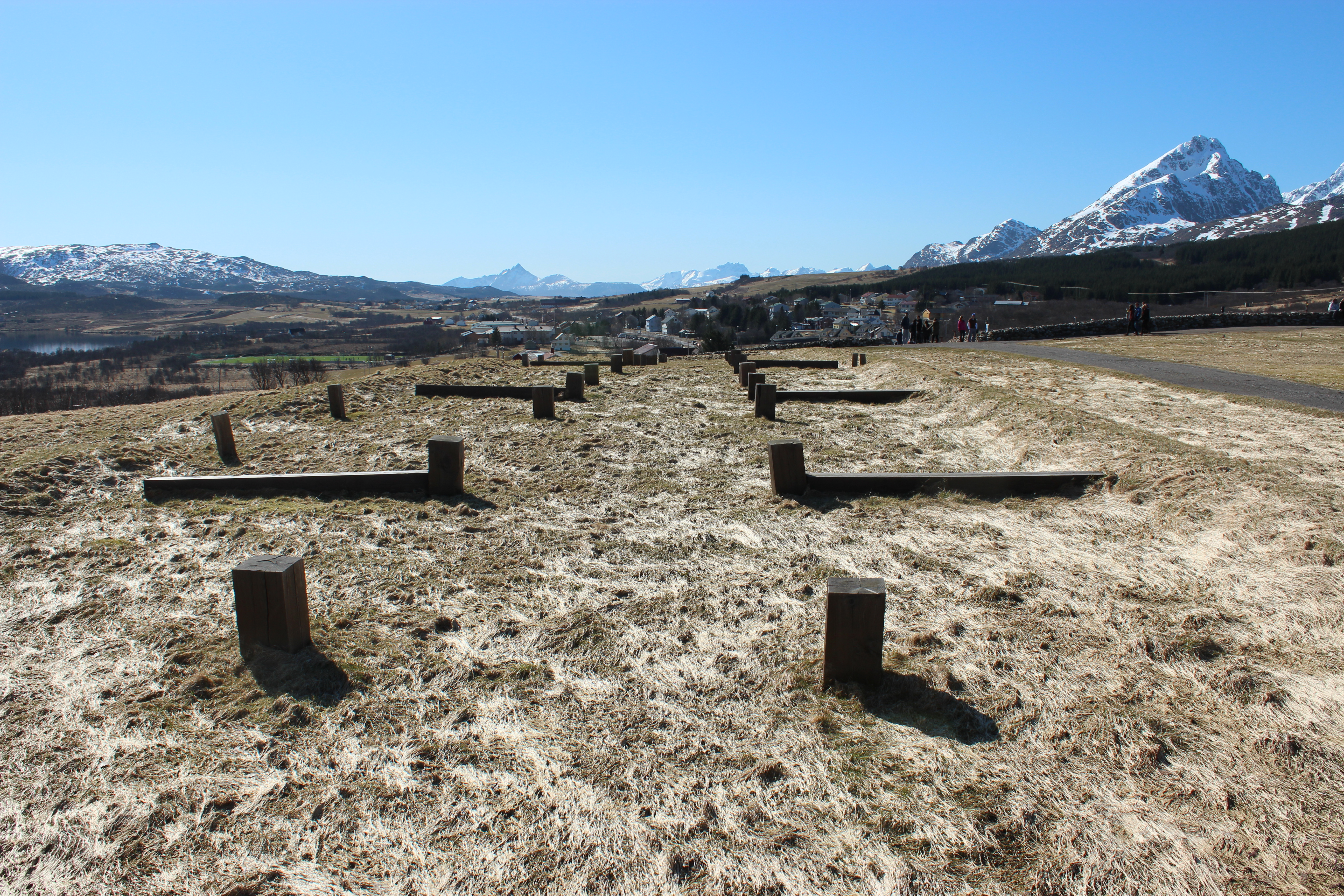
Markeringar av det ursprungliga husets stolpar

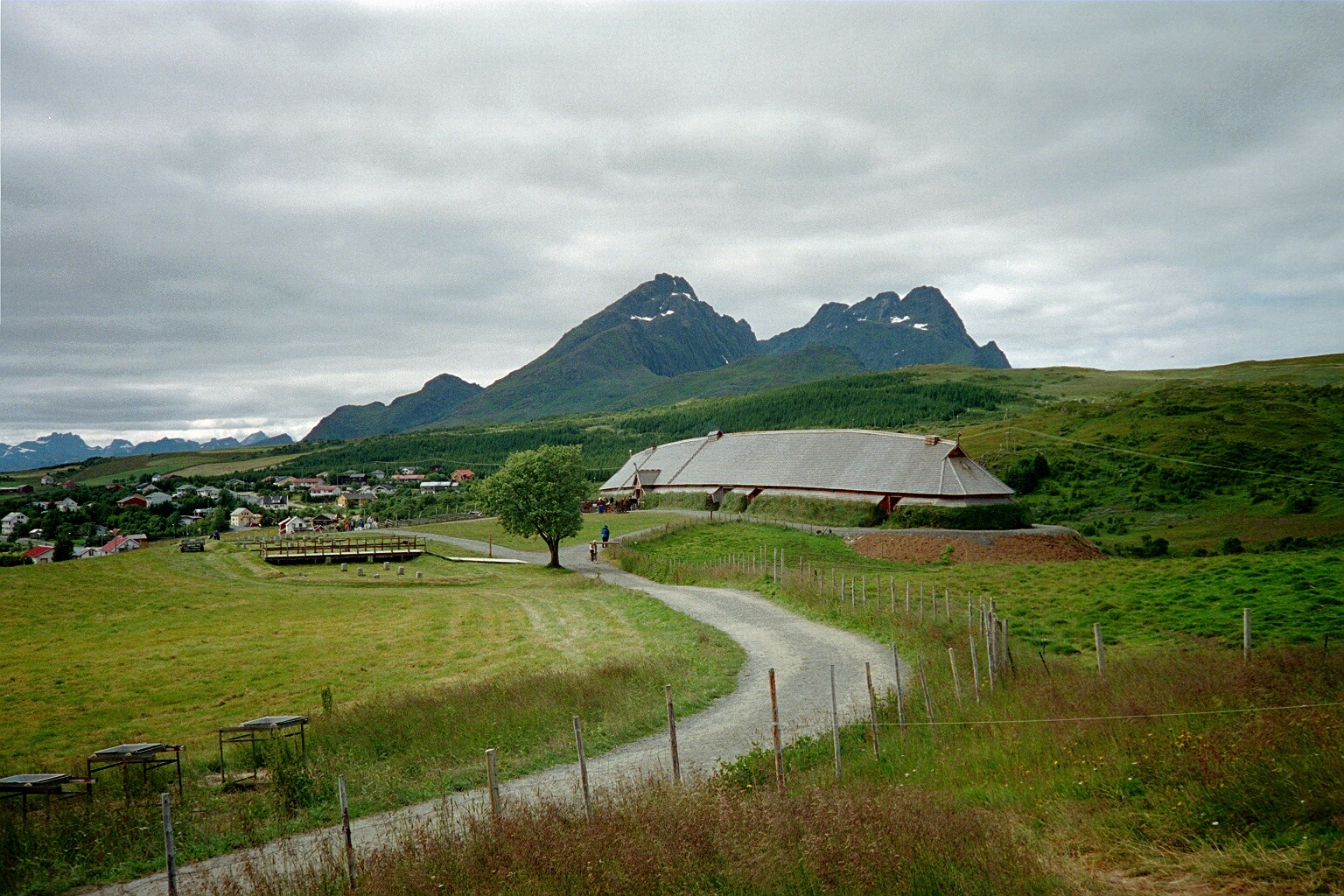
Det rekonstruerade hövdingahuset med omgivningar.

Borgs hövdingahus är ett vikingatida hövdingasäte i Vestvågøy kommun i Nordland i Norge, på norra sidan av ön Vestvågøy i Lofoten.
På Borg upptäcktes 1983 resterna av ett stort hövdingahus från omkring år 500 efter Kristus, Under 1980-talet grävde nordiska arkeologer ut det 83 meter långa huset på 700 m², det hittills största kända huset från vikingatiden som hittats i Norge. Huset hade varit av trä, men hade på utsidan en extra vägg av torv, 1,5 meter bred nederst. Huset har tjänat både som bostad, fähus och gilleshall. Det var indelat i fem rum, varav fähuset och gilleshallen låg i de två största. I fähuset fanns rum för 50 kor. Nere vid vattnet har man hittat lämningar efter stora naustar, den största omkring 26 meter lång.
Borg utmärker sig också genom kvaliteten på föremålsfynden. I gilleshallen, som är den enda kända från norsk vikingatid, har man hittat guldgubbar, importerad keramik och exklusivt glas. Det ekonomiska överskottet på Borg beror förmodligen på handel med varor från Nordnorge, som pälsverk och valrossbetar.
Sedan 1995 ligger omedelbart vid utgrävningsplatsen Lofotr Vikingmuseum i en byggnad, som är en rekonstruktion av det ursprungliga vikingatida huset.